# Allemand de Pennsylvanie

Autocollant en pennsylvanien : « Nous parlons encore la langue maternelle »

L'allemand de Pennsylvanie ou pennsilfaanisch (Pennsilfaanisch-Deitsch, Pennsilfaani-Deitsch) est une langue (ou dialecte de haut-allemand) minoritaire parlée dans certaines régions aux États-Unis (Pennsylvanie, Indiana, Ohio, Wisconsin, Iowa, etc.) et au Canada (Ontario).

## Présentation
Il est parlé par les communautés mennonites et amish, originaires du Palatinat, de Suisse alémanique, d’Alsace et de Lorraine germanophone, qui ont conservé la langue allemande, mais dans de nombreux cas, ont perdu les dialectes parlés avant leur émigration et les ont remplacés par un dialecte relativement uniforme aux caractéristiques palatines. Toutefois, les locuteurs ne sont pas tous des membres de ces communautés. Il y a environ 300 000 locuteurs, dont 200 000 sont des amish ou mennonites du vieil ordre qui utilisent la langue, même de nos jours, dans leur vie quotidienne. Il existe aussi une revue en pennsilfaanisch : Hiwwe wie Driwwe.
Avant 1914, l'allemand était parlé par environ 45 % des habitants de Pennsylvanie, et avait un statut quasi officiel. En 1918, à la suite de l'entrée en guerre des États-Unis contre l'Allemagne, ce statut est abandonné, et depuis 1941 l'influence de la langue allemande a considérablement diminué dans cet État. En 1914, il était estimé qu'au moins 60 millions d'Américains savaient parler allemand, ou avaient des notions souvent très partielles de cette langue, qui était de facto la seconde langue parlée aux États-Unis. 
En 1940, environ 45 millions d'Américains, descendants de l'émigration allemande et autrichienne, entre 1820 et 1939 parlaient à des degrés divers l'allemand. De plus, certains migrants polonais et tchèques étaient bilingues polonais/allemand ou tchèque/allemand, ce qui était le cas aussi d'autres migrants d'Europe centrale et de l'Est. Certains germanophones seront utilisés sur le front allemand, pour traduire des documents ou communiquer avec les prisonniers, par exemple. La langue allemande va vite chuter après 1945 dans les États américains. De nos jours, l'allemand est parlé par 1,2 à 2 millions de locuteurs aux États-Unis, avec environ 250 000 à 300 000 locuteurs de l'allemand de Pennsylvanie.